# Jack Wild
Pour les articles homonymes, voir Wild.
Jack Wild est un acteur britannique, né le 30 septembre 1952 à Royton (alors dans le Lancashire, aujourd'hui dans le Grand Manchester) et mort le 2 mars 2006 à Tebworth (Bedfordshire).

## Filmographie
- 1967 : Pas de larmes pour Joy
- 1967 : Danny the Dragon
- 1968 : Oliver !
- 1969-1971 : H.R. Pufnstuf
- 1970 : Pufnstuf
- 1971 : Mercredi après-midi (Melody) de Waris Hussein
- 1971 : Flight of the Doves
- 1972 : Caterpiller Taxis
- 1972 : Le Joueur de flûte
- 1972 : The Wild Little Bunch
- 1973 : Flight of the doves
- 1973 : The 14
- 1976 : Keep It Up Downstairs
- 1981 : Alice
- 1991 : Robin des Bois, prince des voleurs
- 1998 : Basil
- 2005 : Moussaka & Chips